# Kečuji
Kečuji so zbirni pojem za pripadnike vseh južnoameriških etničnih skupnosti, ki govorijo kečuanščino.
Kečuji so potomci Inkov in njihovih podložnikov in so ostali zvesti svojim starim običajem in legendam. Njihova prvotna vera se skriva v katolicizmu, slavijo tiste katoliške praznike, ki se pokrivajo s poljedelskimi obredi inkovskega koledarja.